# Jan Rutkowski (historyk)

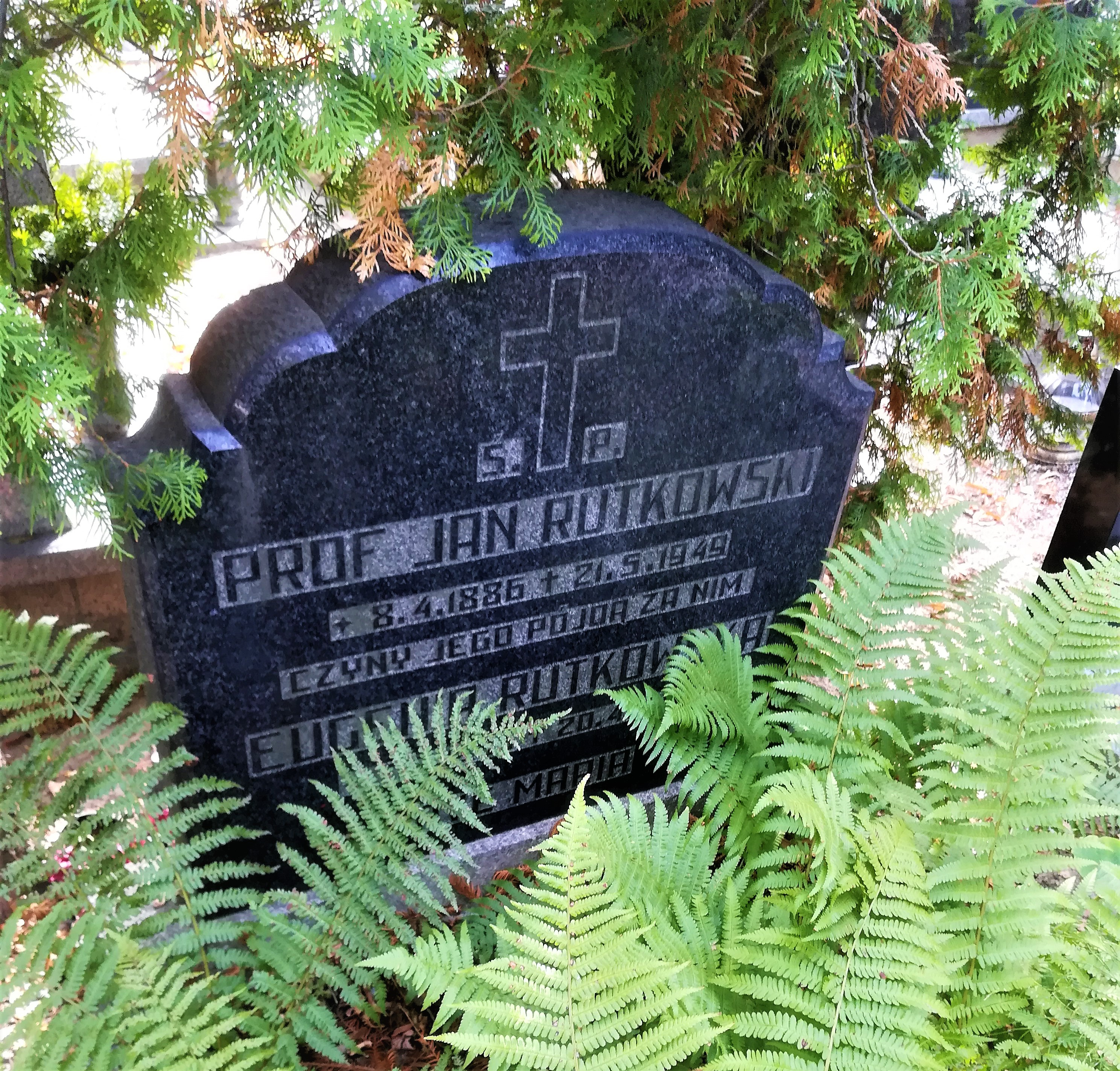
Grób na cmentarzu Górczyńskim w Poznaniu

Jan Rutkowski (ur. 8 kwietnia 1886 w Warszawie, zm. 21 maja 1949 w Poznaniu) – polski profesor historii.

## Życiorys
Studiował we Lwowie, tam uzyskał stopień doktora. Habilitował się z ekonomii politycznej. Specjalizował się w dziejach gospodarczych Polski XVI-XIX wieku. Podczas I wojny światowej w 1915 w Wiedniu został członkiem zarządu Polskiego Archiwum Wojennego.
Był wieloletnim profesorem Uniwersytetu Poznańskiego, kierownikiem katedry historii gospodarczej tej uczelni. W 1924 został członkiem korespondentem, a w 1932 członkiem czynnym PAU; należał także m.in. do Towarzystwa Naukowego Warszawskiego i Poznańskiego Towarzystwa Przyjaciół Nauk.
Przed wybuchem II wojny światowej zainicjował wydawanie „Roczników Dziejów Społecznych i Gospodarczych”, wznowionych po 1945 i kontynuowanych po jego śmierci. Mieszkał przy ul. Kossaka w Poznaniu. W 1948 otrzymał nagrodę miasta Poznania za wybitną twórczość.
Zmarł 21 maja 1949 w Poznaniu i został pochowany na cmentarzu Górczyńskim (kwatera ILa-6-2).

## Publikacje
- Klucz Brzozowski biskupstwa przemyskiego w wieku XVIII, Kraków 1910;
- Studia nad położeniem włościan w Polsce w XVIII wieku, [w:]Ekonomista 1914, I;
- Włoska literatura historyczno-gospodarcza w ostatnich dwudziestu latach (1890–1910);
- Skarbowość polska na przełomie wieków średnich.;
- Skarbowość polska za Aleksandra Jagiellończyka[5];
- Studia nad organizacją własności włościańskich i małomiejskich w latach 1910–1912 z uwzględnieniem lat dawniejszych;
- Poddaństwo włościan w XVIII wieku w Polsce i w niektórych krajach Europy, Poznań 1921[6];
- Zarys gospodarczy dziejów Polski w czasach przedrozbiorowych[7];
- Badania nad podziałem dochodów w Polsce w czasach nowożytnych[8];
- Zagadnienie reformy rolnej w Polsce XVIII wieku, Poznań 1925[9];
- La régime agraire en Pologne au XVIII-e siècle, Paris 1927.

## Ordery i odznaczenia
- Krzyż Komandorski z Gwiazdą Orderu Odrodzenia Polski (pośmiertnie, 24 maja 1949)[10]
- Krzyż Komandorski Orderu Odrodzenia Polski (7 listopada 1925)[11]